# Mnium thomsonii
A Mnium thomsonii egy acrokarp (csúcstermő) lombosmoha faj a Mniaceae családból.

## Megjelenése
A növények fiatalon sötét zöldek, később vöröses-barna színűek. A gyep 1–5 cm magas. A hajtások enyhén hajlottak. A szára vörös-vöröses barna.
A levelek szárazon enyhén hullámosak, csavarodottak, nedvesen a szártól elállók, sima felszínűek. A hajtáscsúcsnál hosszabbak, a növény aljánál kisebbek a levelek, lándzsa alakúak, akár 5 (max 10) mm hosszúak, 1,3 mm szélesek. A levelek szélén több sejtsoros szegély van és kettős fogazás. A levélér alsó oldala fogazott a csúcs közelében.
A sejtek a levéllemez közepén lekerekítettek vagy enyhén négyszögletűek körülbelül 20 mikrométer átmérőjűek.
Kétlaki faj. Hajtásonként egy spóratartótok fejleszt. A tok enyhén görbült, hosszúkás, sárgásbarna színű. , ferde horizontális kapszula hosszúkás, sárga-barna, a tokfedél csőrös. A spórák papillásak, 24-36 mikrométer átmérőjűek.

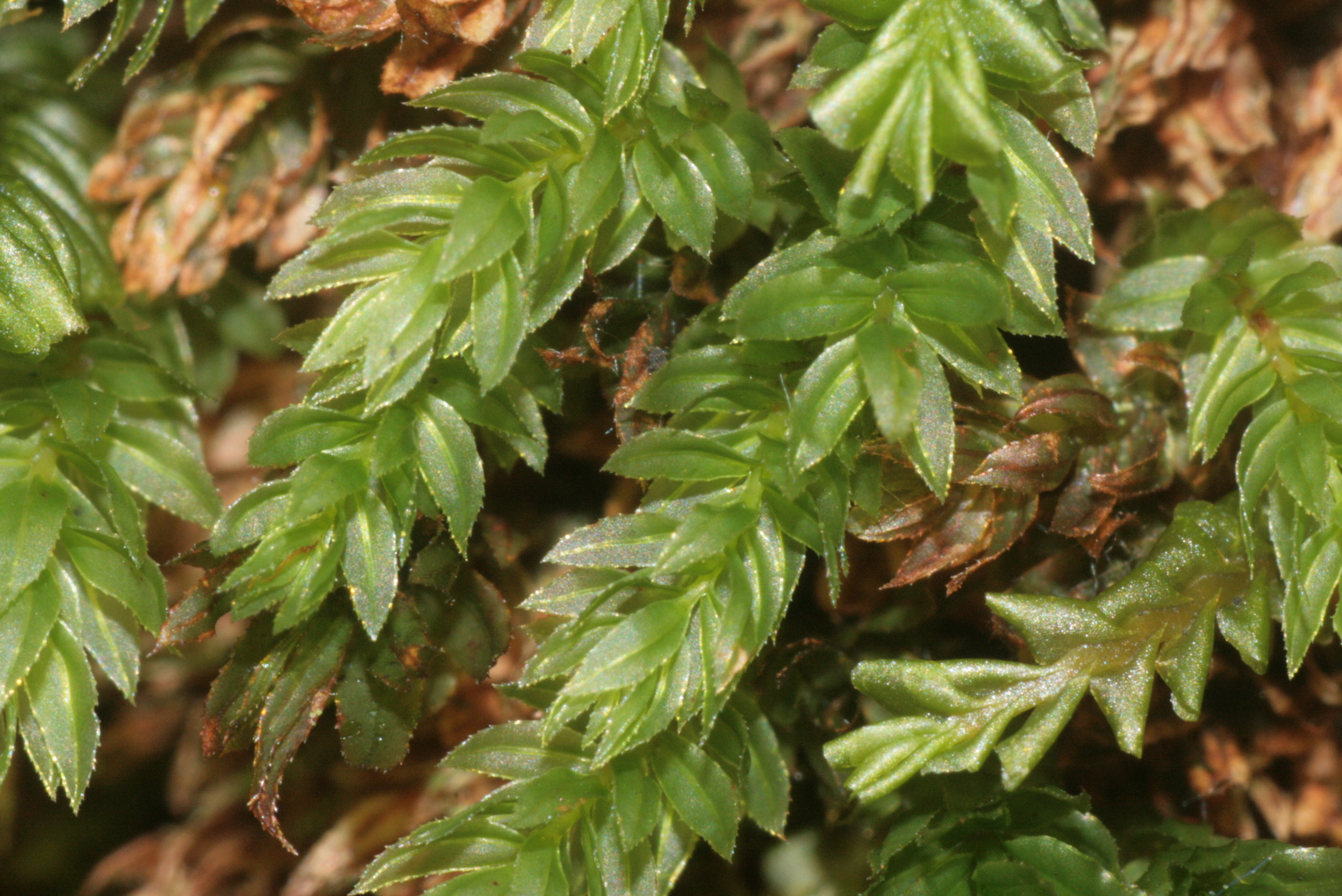
Habitus kép
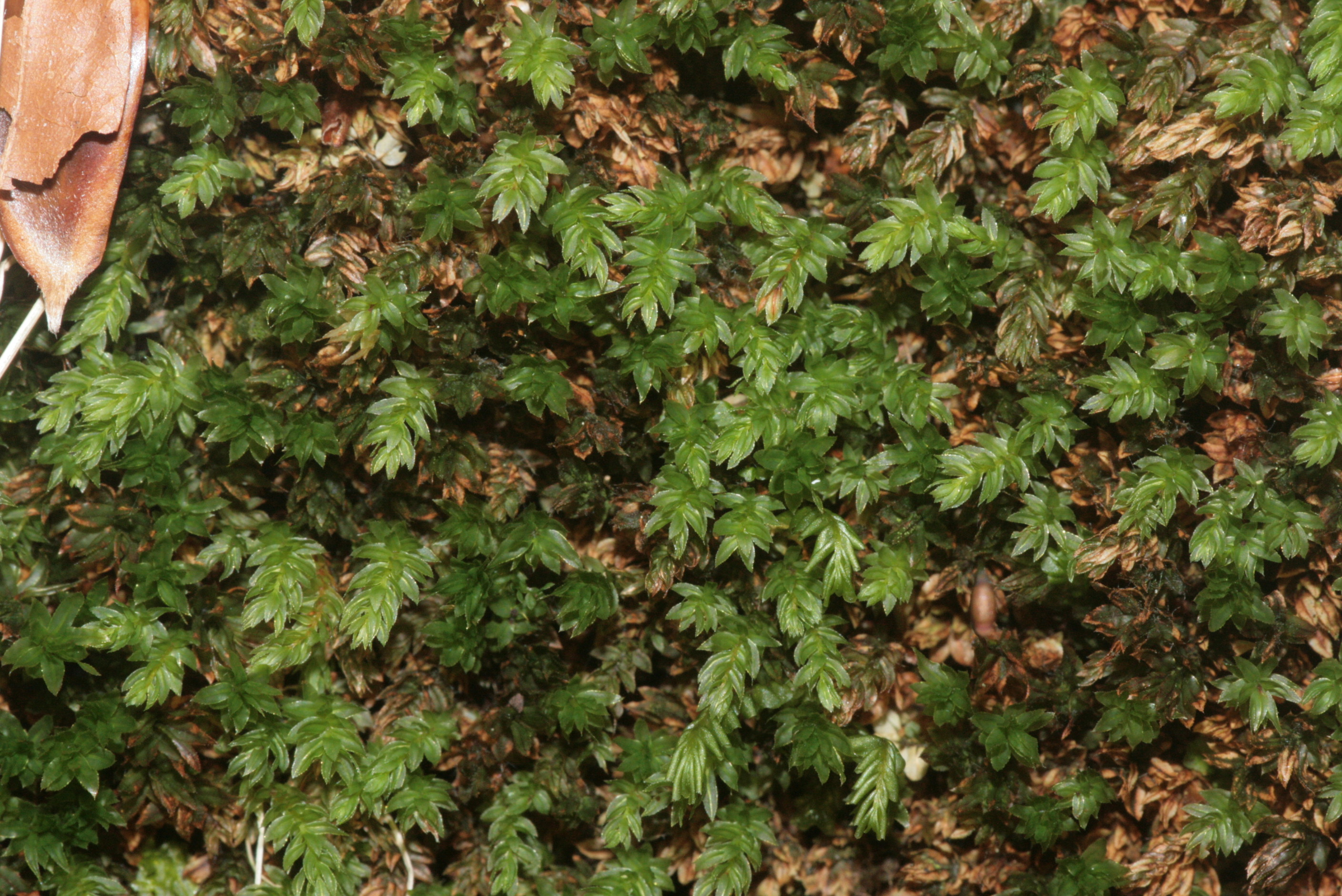
Erdei talajon él
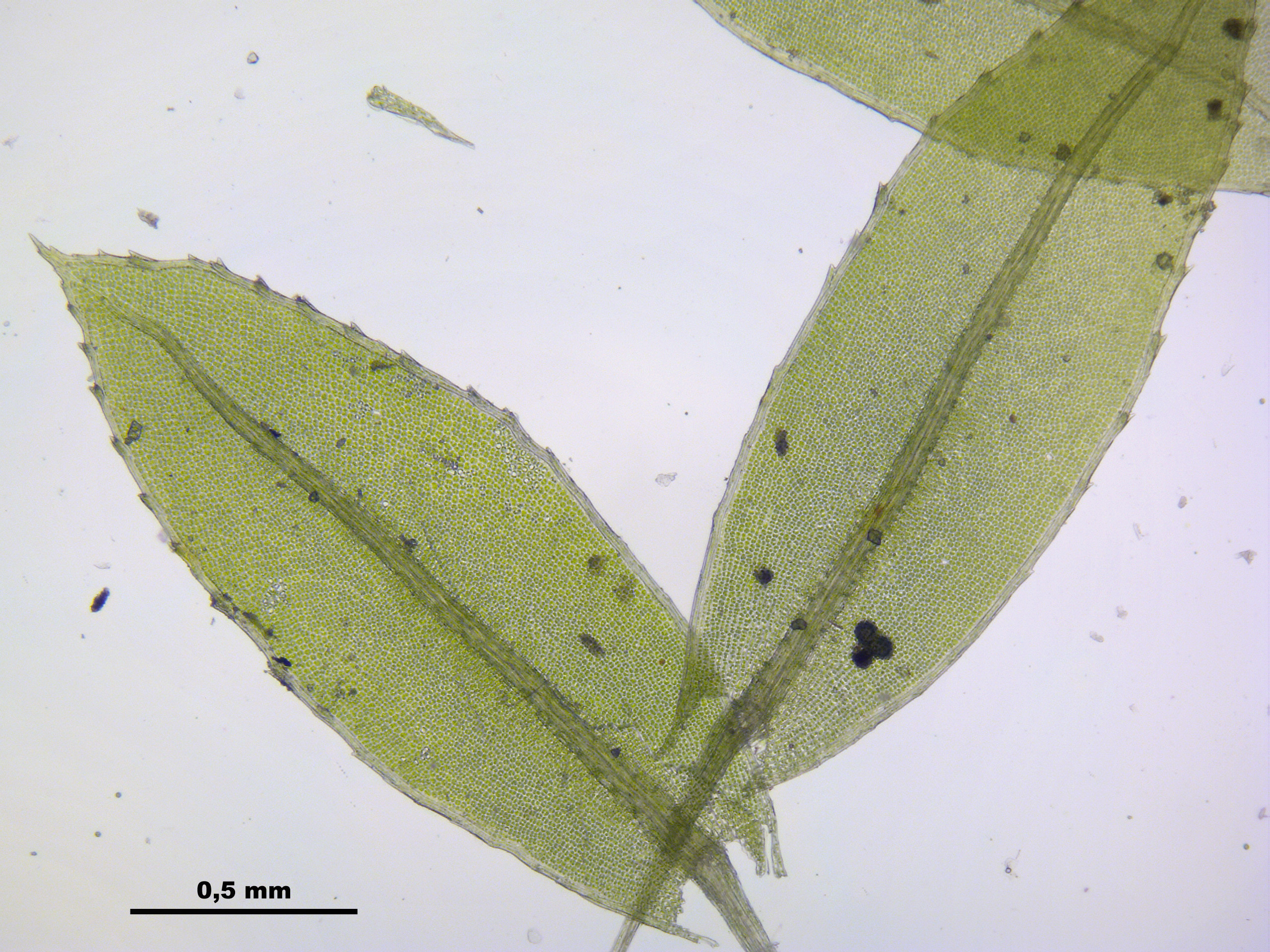
A levelek mikroszkopikus képe. Jól látszik a fogazott levélszél
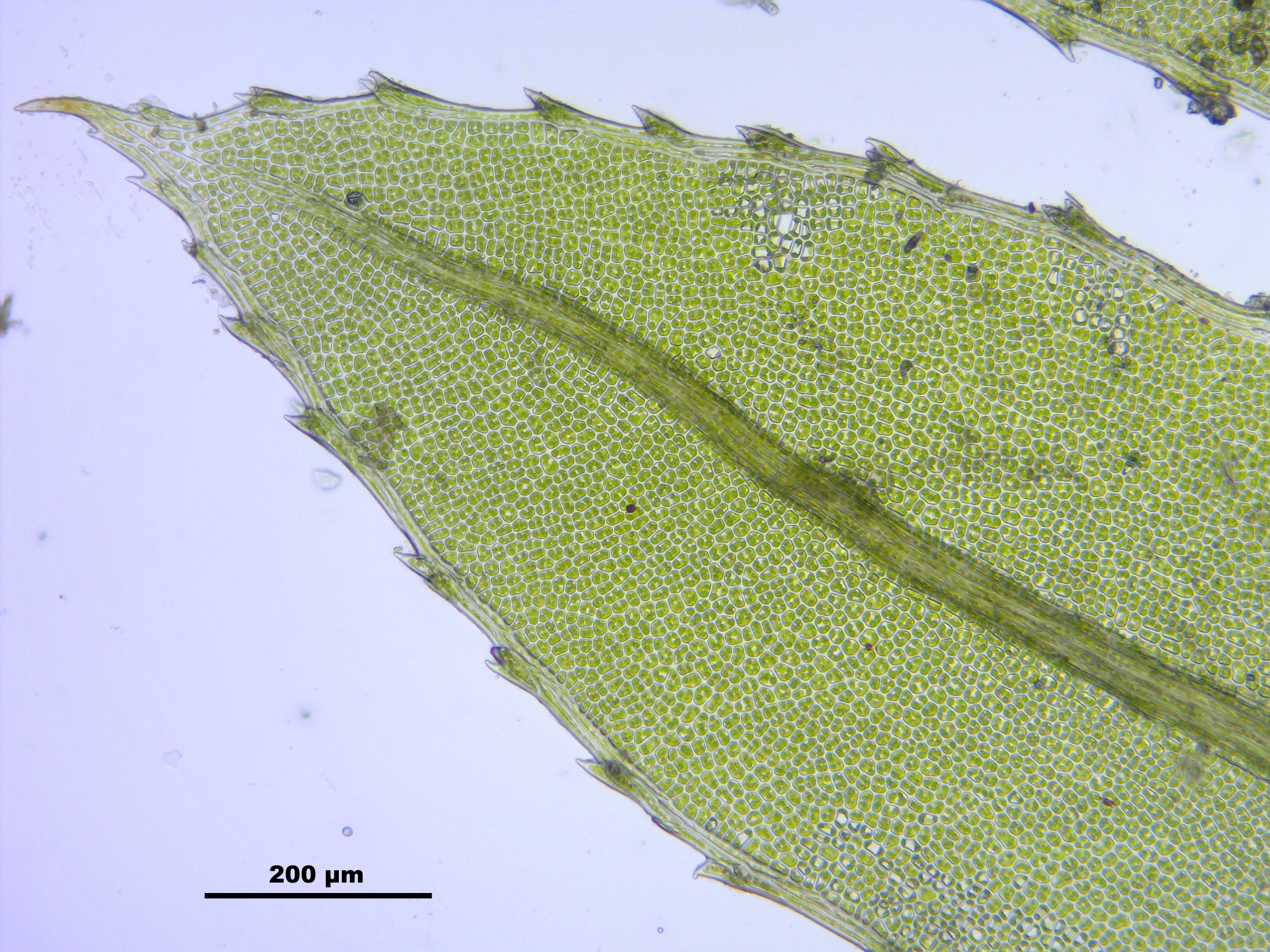
A levélcsúcs mikroszkopikus képe

## Élőhelye
Mérsékelten száraz, inkább nedves, árnyékos élőhelyeket kedveli. Meszes aljzatú erdei talajon, mészkövön él.

## Elterjedése
Németországban, Ausztriában, Svájcban, a fő elterjedési területe az Alpesi régió, a 400-3000 méter tengerszint feletti magasságokban fordul elő, elsősorban a mészköves helyeken. Síkvidéken nem található meg. Magyarországon ritka faj (Soproni hg.).
Mnium thomsonii egy szubarktikus-szubalpini és boreális faj. Elterjedési területe: Eurázsia, Észak-Amerika. Nyugat-, Közép- és Kelet-Európában csak a magashegységekben fordul elő.

## Internetes hivatkozások
- Swiss Bryophytes - Mnium thomsonii (Svájci oldal)

- Bildatlas Moose - Mnium thomsonii (Német oldal)

## Fordítás
Ez a szócikk részben vagy egészben  a   Mnium thomsonii című német Wikipédia-szócikk ezen változatának fordításán alapul.  Az eredeti cikk szerkesztőit annak laptörténete sorolja fel. Ez a jelzés csupán a megfogalmazás eredetét és a szerzői jogokat jelzi, nem szolgál a cikkben szereplő információk forrásmegjelöléseként.